# El Muhí
El Muhí är en ort i Mexiko.   Den ligger i kommunen Zimapán och delstaten Hidalgo, i den sydöstra delen av landet, 150 km norr om huvudstaden Mexico City. El Muhí ligger 1 784 meter över havet och antalet invånare är 283.
Terrängen runt El Muhí är huvudsakligen kuperad, men åt nordväst är den bergig. Runt El Muhí är det ganska glesbefolkat, med 39 invånare per kvadratkilometer. Närmaste större samhälle är Zimapan, 2,2 km väster om El Muhí. Trakten runt El Muhí består i huvudsak av gräsmarker.